# مالکوو
مالکوو (انگلیسی: Malikovo) یک شهرک در شهرستان کاراایدلسکی استان باشقیرستان کشور روسیه است.